# Ораас
Ораа́с (фр. Oraàs) — коммуна во Франции, находится в регионе Аквитания. Департамент — Атлантические Пиренеи. Входит в состав кантона Ортез и Тер-де-Гав и дю Сель. Округ коммуны — Олорон-Сент-Мари.
Код INSEE коммуны — 64423.

## География

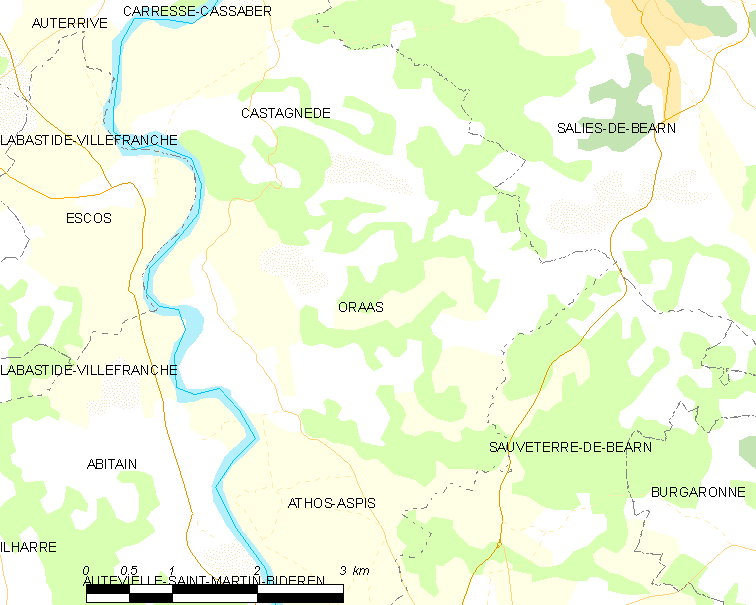
Карта коммуны

Коммуна расположена приблизительно в 660 км к югу от Парижа, в 160 км южнее Бордо, в 55 км к западу от По.
На западе коммуны протекает река Гав-д’Олорон.

### Климат
Климат тёплый океанический. Зима мягкая, средняя температура января — от +5°С до +13°С, температуры ниже −10 °C бывают редко. Снег выпадает около 15 дней в году с ноября по апрель. Максимальная температура летом порядка 20-30 °C, выше 35 °C бывает очень редко. Количество осадков высокое, порядка 1100 мм в год. Характерна безветренная погода, сильные ветры очень редки.

## Население
Население коммуны на 2010 год составляло 164 человека.
| 1962 | 1968 | 1975 | 1982 | 1990 | 1999 | 2010 |
| ---- | ---- | ---- | ---- | ---- | ---- | ---- |
| 217  | 205  | 212  | 197  | 180  | 170  | 164  |

## Администрация
| Период | Период | Фамилия  | Партия | Примечания |
| ------ | ------ | -------- | ------ | ---------- |
| 1995   | 2020   | Ги Тузаа |        |            |

## Экономика
В 2010 году среди 92 человек трудоспособного возраста (15-64 лет) 64 были экономически активными, 28 — неактивными (показатель активности — 69,6 %, в 1999 году было 69,2 %). Из 64 активных жителей работали 61 человек (28 мужчин и 33 женщины), безработных было 3 (2 мужчин и 1 женщина). Среди 28 неактивных 5 человек были учениками или студентами, 18 — пенсионерами, 5 были неактивными по другим причинам.